# Culto às celebridades

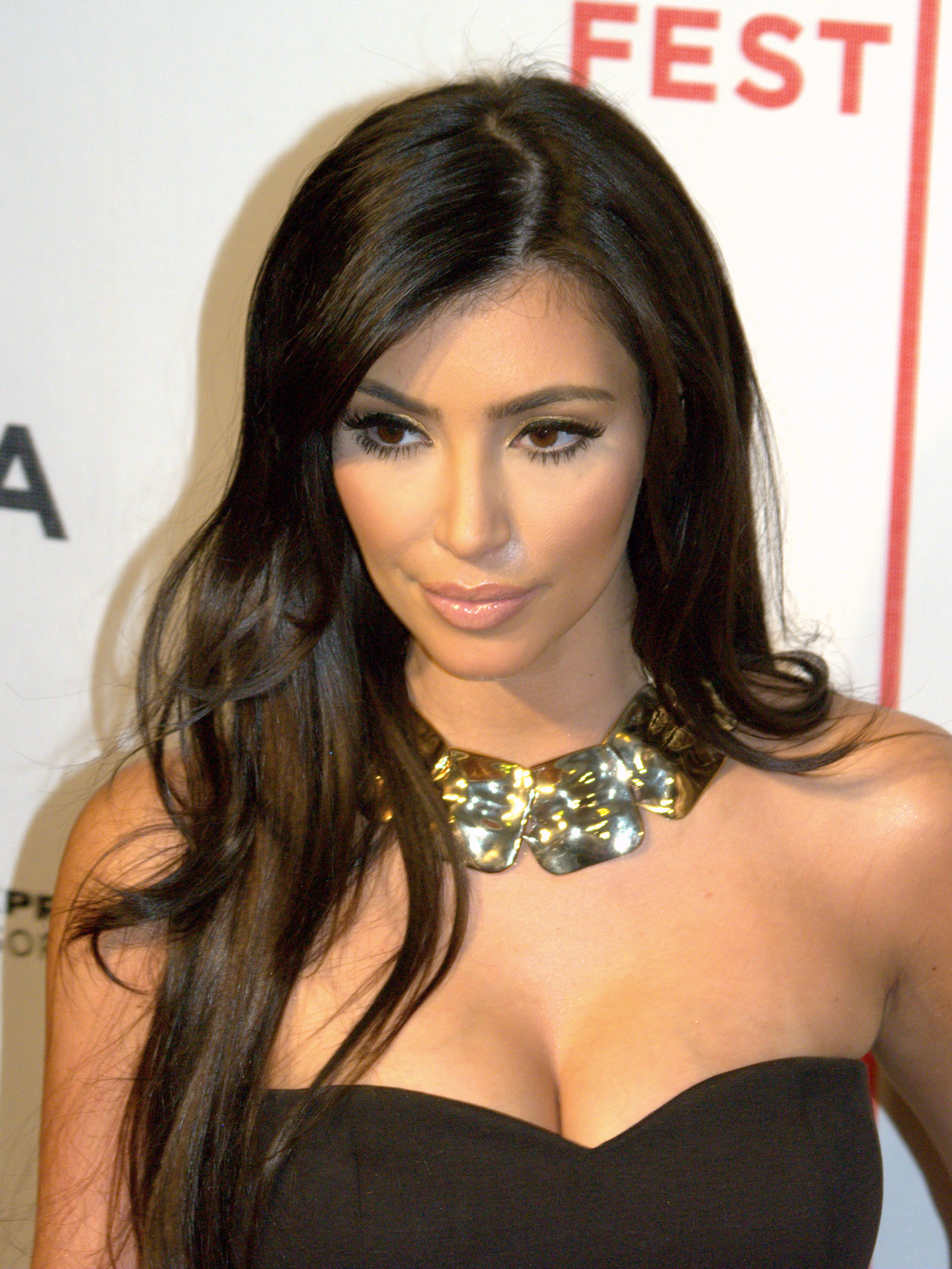
O imagem em 2009.

Culto às celebridades é o interesse amplo em indivíduos muito famosos, as assim chamadas celebridades, que se tornou um importante fenômeno social na cultura popular ocidental do final do século XX, comportamento de tal modo extremado que se assemelha, sob a ótica psicossociopolítica, à ideia originária de culto, de natureza apenas devotada a divindades — o que justifica o uso do significante culto.

## Celebritarianismo
[carece de fontes?] Todavia, deve ficar claro que, tanto sob o báculo da Academia Brasileira de Letras, como o da Academia de Ciências de Lisboa, tal proposto neologismo ainda não encontra guarida, o que define a sua não-inclusão como elemento lexical válido no atual cenário linguístico lusófono. O fato de outras culturas e idiomas já haverem feito semelhante inclusão não tem o condão de transferência necessária para o léxico português, embora, dado o dinamismo intrínseco ao fenômeno linguístico em todas as culturas, nada impeça esse acontecimento em tempo futuro.

## Conceitos
Celebridades, como aqui entendidas, algumas vezes são identificadas com ídolos. Essa identificação sumária, contudo, como se fossem a mesma ideia não é exatamente correta. Uma diferença imediata pode ser estabelecida na gradação da conexão que se verifica entre sujeito ativo do culto (o[a] admirador[a], cultuador[a]) e o correspondente sujeito passivo ou objeto do culto (o[a] admirado[a], cultuado[a]). Vários estudos tem apresentado metodologia e tratamento estatisticamente parametrizado a respeito desse fenômeno, com vistas a lhe conhecer melhor a feição psicossociopolítica, como se descreve mais adiante.
Assim tratados os conceitos, fica possível qualificar e quantificar "ídolo" como uma figura alvo de culto ou veneração em grau maior que "celebridade". Evidentemente, pode-se arguir que a fronteira entre ambos os estados/figuras é tênue — uma pessoa ora qualificada como celebridade pode vir a galgar o patamar de ídolo. O inverso também é possível.

## Resenha
O fascínio público por celebridades, embora tecnicamente não constitua exatamente um culto no sentido religioso, chega a tal ponto de idolatria que o uso do termo se justifica, (conforme já explicado na etimologia). Com efeito, pesquisas realizadas apontam que 1% das pessoas exibem comportamento obsessivo pela vida das celebridades, 10% interessam-se pelo seu dia-a-dia a ponto de apresentar sinais de neurose e de mudança de temperamento e 14% fazem algum esforço especial para se manter informados sobre seus ídolos.
O culto às celebridades não surgiu no século XX, mas foi a partir dele que estabeleceu uma relação íntima com toda uma indústria ligada a revistas, jornais e programas de televisão. As ditas celebridades, sempre pessoas famosas, envolvem-se por forte publicidade nestes meios. A razão pela qual uma pessoa se torna famosa e, então, uma celebridade, é uma questão menor, pois a fama pode se manter por si só.
Com a valorização da fama, surgiu o hábito de se transformar o nome de pessoas conhecidas em marcas registradas, esse é o caso de Jamie Oliver, Tecwen Whittock e Van Morrison, Dior, etc,. O objetivo dessas pessoas é resguardar o direito de uso de seus nomes.
Embora este culto seja fortemente polêmico, alguns acreditam que tem um lado positivo, como o de difundir a prática de esportes quando as pessoas imitam o exemplo de grandes atletas ao mesmo tempo podem ser prejudiciais como seguir ideias e propósitos que caminham rumo a autodestruição ou uso de substâncias e hábitos ilícitos.

## Tipologia
Celebridades (e, semelhantemente, ídolos) podem ocorrer em praticamente qualquer área de atuação humana: artes e suas subdivisões, ciências e suas subdivisões, desportos e suas subdivisões, moda e suas escolas e subdivisões etc.. Também se podem classificá-las quanto aos aspectos época, cultura, local. Assim, podem-se apresentar listas já classificadas por atributo (aqui com o significado de algum dos aspectos citados). Para conhecer celebridades classificadas segundo vários critérios, ver celebridades e as listas específicas lá contidas.

## Famoso por ser famoso
Famoso por ser famoso é um termo pejorativo para alguém que atinge o status de celebridade sem um motivo particularmente identificável (como conquistas, habilidades ou talentos) e parece gerar sua própria fama, ou alguém que consegue fama através de uma família ou associação de relacionamento com uma celebridade relevante. O termo é muitas vezes aplicado a participantes de reality shows. Nos Estados Unidos, as socialites Paris Hilton e Kim Kardashian são exemplos de pessoas "famosas por serem famosas".